# Deprea orinocensis
Deprea orinocensis ist eine Pflanzenart aus der Gattung Deprea in der Familie der Nachtschattengewächse (Solanaceae).

## Beschreibung
Deprea orinocensis wächst als krautige Pflanze oder kleiner Strauch und erreicht Wuchshöhen von bis zu 1,5 m. Die Zweige sind drüsig flaumig bis filzig mit kurzen, weichen, einfachen Trichomen besetzt, die beim Trocknen abflachen und schrumpeln. 
Die wechselständigen und kurz gestielten Laubblätter sind elliptisch bis eiförmig, meist 4 bis 8 cm lang und nach vorn spitz oder zugespitzt, sowie an der Basis spitz oder stumpf, oftmals schräg. Die Blattspreite ist häutig, auf beiden Seiten mehr oder weniger behaart. Die Blattstiele sind schlank und bis zu 20–50 mm lang.
Die Blütenstände sind achselständige, wenigblütige Büschel oder einzelnstehende Blüten. Die kurzen Blütenstiele sind schlank, flaumig behaart und zur Blütezeit bis etwa 10 mm lang, an der Frucht verlängern sie sich etwas. Der kleine, innen drüsige und außen dicht behaarte Kelch ist 5 mm lang, nahezu abgeschnitten und mit fünf nur feinen Kelchzähnen besetzt. An der Frucht wird der Kelch eiförmig, vergrößert sich auf bis 14 mm und umschließt die Frucht locker. Die Krone ist violett-purpurn, glockenförmig, flaumig-drüsig behaart und im oberen Teil gelappt. Die dreieckigen Kronlappen sind rundspitzig, die Ränder bewimpert. Die fünf Staubblätter mit feinhaarigen, im unteren Teil verbreiterten Staubfäden sind etwa 10 mm lang und stehen leicht vor. Der Fruchtknoten ist oberständig mit kahlem, schlankem Griffel, es ist ein Diskus vorhanden.
Die Frucht, eine gelbliche, vielsamige Beere im beständigen Kelch ist kugelförmig und misst bis etwa 10 mm im Durchmesser.

## Vorkommen
Die Art ist vom mittleren Kolumbien bis in die mittleren Andengebiete Venezuelas verbreitet und ist meist in hohen Höhenlagen zu finden.

## Belege
- W. G. D’Arcy: Family 170: Solanaceae, In: Robert E. Woodson, Jr., Robert W. Schery (Hrsg.): Flora of Panama. Part IX, Annals of the Missouri Botanical Garden, Volume 60, Number 3, 1973, S. 573–780, auf S. 575, 624 ff, online auf biodiversitylibrary.org.
- Armando T. Hunziker: The Genera of Solanaceae. A.R.G. Gantner Verlag K.G., Ruggell, Liechtenstein 2001, ISBN 3-904144-77-4.
- Javier Garzón-Venegas, Clara Inés Orozco: Deprea cyanocarpa (Solanaceae, Physaleae): a new species for Colombia. In: Caldasia. 29(2), 2007, 219–227, online auf researchgate.net.